# Pibiria
Pibiria monotipski biljni rod iz porodice trubanjovki. Vrsta je otkrivena 1993. kod brda Mabura u središnjoj Gvajani. To je grm sa žutim cvjetovima koji podsjećaju na Turneru, ali koji se očito razlikuju od njega. ‘Nepozata žuta’ (službeno Pibiria flava), kako je neslužbeno postala poznata posjeduje mješavinu svojstava pronađenih u potporodicama Passifloroideae i Turneroideae, pa je za nju predložena nova potporodica Pibirioideae.
Rod i vrsta opisani su 2019.

## Opis roda
Godine 1993. grm sa žutim cvjetovima koji podsjećaju na Turnera, ali se očito razlikuju od njih, pronađen je u blizini brda Mabura u središnjoj Gvajani, a koji je pronađen 2000. Ovaj rad nudi morfološki opis uključujući anatomiju lista i drva te morfologiju peludi uz filogenetsku analizu na temelju DNK plastida. Zahvaljujući ovim studijama, misterioznoj vrsti sada se može dodijeliti mjesto unutar šireg konteksta Passifloraceae. Molekularni rezultati također pokazuju da 'nepoznata žuta', kako je biljka postala neformalno poznata, pripada u Passifloraceae, u kojoj je dobro podržana kao sestra Turneroideae. Ovdje je opisan kao novi rod i vrsta, Pibiria flava, i zato što nema nekoliko floralnih karakteristika koje se tipično (ali ne i univerzalno) nalaze u ovoj potporodici (heterostilni, spojeni čašični/latice, prirasli prašnici na čašku, prisutnost vjenčić i latice s kandžama), također je predlažena za novu potporodicu, Pibirioideae, za njezin smještaj.